# Keglevich János
Buzini gróf Keglevich János Nepomuk (Pest, 1786. május 13. – Kistapolcsány, 1856. október 15.) főispán, országgyűlési képviselő, valóságos belső titkos tanácsos és főudvarmester. Keglevich István színházi és operaházi intendáns, politikus édesapja.

## Élete
Keglevich Károly (1739-1804) gróf fia. Miután a bölcseleti osztályig házi nevelésben részesült, 1802-ben a bécsi Tereziánumba ment, ahol 1805-ben a jogot elvégezte. Azután Pesten a magyar törvényt hallgatta. 1805. november 12-én házasságot kötött Zichy Adéllal (1788-1839) 1806-ban az udvari kancellárián gyakornok és rövid idő múlva fogalmazó lett. Anyja halála 1809-ben kényszerítette őt hivatalát elhagyni és nagy kiterjedésű jószágának kezelését átvenni. Ezután kizárólag gazdaságának, egyszersmind a tudománynak élt és különösen a füvészetet kedvelte. 1823-ban Bars vármegye adminisztrátora s 1824-ben főispánja lett. 1827-ben az országgyűlésen foglalta el helyét; kinevezték a Morva felőli határigazítási bizottság elnökévé. Ezen évszázadokig elhanyagolt és zavart ügyet 1830 augusztusában elintézvén, az erről szóló jelentését, mely több kötetet foglalt magában, egyedül készítette és benyújtotta a karoknak és rendeknek. 1831 februárjában valóságos titkos tanácsossá nevezték ki. Ezen évben a kolera kitörésekor, nejével, gróf Zichy Adéllal együtt segédkezett a betegek körül, még pedig oly hathatósan, hogy Kistapolcsányban, ahol kastélya volt, száz beteg közül csak hat esett a ragály áldozatául. Barátja volt a tudományoknak és művészeteknek; 1806-ban könyvtárt alapított Bécsben, melyet később Kistapolcsányba költöztettek át és 20 000 kötetre szaporodott. Az 1813-ban alapított képgyűjteménye sok híres művész remekeivel dicsekedett, üvegháza pedig a külföldi legritkább növényeket foglalta magában. Midőn Apponyi gróf kancellár az új rendszert hozta be, 1839-ben lemondott a főispánságról és Ferdinánd király kinevezte főudvarmesternek, előbb már mint királyi pohárnok viselte a zászlósok címét és rangját. 1840. február 3-án feleségül vette Creneville-Folliot Viktória Eugéniát (1816-1900), ebből a házasságból született István (1840-1905) fia. A régiségek fenntartása és kikutatása tekintetéből egy társaság felállítása végett emelt szót és később a pozsonyi kerületbeli régiségek konzervátorának nevezték ki; oly részvéttel viseltetett ez ügy iránt, hogy négy nappal halála előtt még egy hosszú történelmi értekezést mondott tollba a központi bizottmány számára. XVI. Gergely pápa buzgalmáért és érdemeiért, hogy a római egyház ügyeit az országgyűléseken felkarolta s támogatta, a Krisztus-renddel diszítette fel. Több külföldi tudós társaság tagja volt.
Költeményeket és értekezéseket írt a külföldi folyóiratokba és Lübeck Patriotisches Wochenblattjába (1804), mindig névtelenül.
Arcképe: rézmetszet báró Lütgendorf Ferdinantól 1826., és kőnyomat Schönwitz rajza után. 